# Tomàs Montserrat Domingo
Tomàs Montserrat Domingo (Palma, 1940) és un fotògraf mallorquí. La seva especialitat ha estat les imatges d'esport i seguint la seva obra podem tenir una idea encertada de la història gràfica de l'activitat esportiva a Mallorca.
Treballà a les revistes Mallorca Deportiva i Fiesta Deportiva com a fotògraf de futbol, de ciclisme i de boxa. Més endavant començà a compaginar la fotografia amb les cròniques periodístiques, tant a diaris com a la ràdio. Ha col·laborat en revistes, com Destino i Triunfo, i en diaris, com Diari de Mallorca.
Quant a llibres, les seves imatges han il·lustrat Real Mallorca’87 (1987) i Baleares Hoy (1992), entre d'altres. Des de 1962 fins a la seva recent jubilació ha estat fotògraf d'Última Hora. També ho ha estat de Brisas i de la Gran Enciclopèdia de Mallorca. El 2006 va rebre el Premi Ramon Llull.